# Il compleanno (film 2009)
Il compleanno è un film del 2009 diretto da Marco Filiberti, presentato in anteprima nella sezione Controcampo italiano alla 66ª Mostra internazionale d'arte cinematografica di Venezia.

## Trama
Due coppie di amici — Matteo e Francesca; Diego e Shary — decidono di trascorrere insieme l'estate in una casa sulla spiaggia ai piedi del monte Circeo. Matteo, affermato psicanalista quarantenne, è sposato con Francesca con la quale ha una bambina di cinque anni, Elena. Matteo è sempre stato profondo, riflessivo e il suo rapporto con Francesca, forse non esplosivo, è comunque solidissimo e felice. Diego è da sempre un eterno ragazzo, che con fatica ha subìto la scelta di fare l'avvocato; giovanissimo ha messo incinta una ragazza americana, Shary, dalla quale ha avuto un figlio, David. Shary e Diego vivono un rapporto passionale ma fortemente instabile.
David, cresciuto negli Stati Uniti, dove ora frequenta il college, rientra dopo cinque anni in Italia per passare le vacanze con la famiglia. All'arrivo di David, Matteo comincia a provare un senso di profondo turbamento nei confronti del ragazzo, alimentando un clima sempre più teso. Solo Leonard, fratello di Shary, tornato da uno dei suoi viaggi in giro per il mondo, per trascorrere qualche giorno con le due coppie, sembra percepire ciò che sta accadendo.
Gli equilibri cominciano a scricchiolare, una progressiva tensione sembra corrodere le due famiglie, i rapporti tra Matteo e Francesca si incrinano e anche tra Shary e Diego esplodono antichi dissapori. Leonard, dopo aver tentato invano di avvertire la sorella e mettere in guardia Matteo, decide di partire, lasciando i protagonisti al loro inevitabile destino.

## Produzione

### Regia e sceneggiatura
Secondo film del regista Marco Filiberti, dopo Poco più di un anno fa - Diario di un pornodivo del 2003. Come per il primo film, anche per Il compleanno Marco Filiberti firma interamente da solo la sceneggiatura e il soggetto.

### Cast
Ad attori affermati come Alessandro Gassmann e Piera Degli Esposti si aggiungono l'eclettica attrice portoghese Maria de Medeiros, che nel suo percorso attoriale è passata da registi come Quentin Tarantino a produzioni piccole e indipendenti e Massimo Poggio, famoso più per produzioni televisive, come I liceali.
Il ruolo di Christo Jivkov era stato inizialmente pensato per lo stesso Marco Filiberti, ma alla fine il regista ha scelto soltanto di regalargli la sua voce per la versione italiana.
Per la prima volta sul grande schermo il modello brasiliano Thyago Alves, conosciuto soprattutto per aver affiancato Paolo Bonolis e Luca Laurenti nella conduzione della terza serata del Festival di Sanremo 2009, scelto dopo due anni e nove provini tra un migliaio di ragazzi tra Milano, Parigi e Roma

### Riprese
Le riprese del film sono state realizzate a Sabaudia e nella zona del Circeo, a parte la scena iniziale, girata al Teatro Pergolesi di Jesi.

## Distribuzione
Durante il primo fine settimana di debutto in Italia il film è stato proiettato in 14 sale su tutto il territorio nazionale

### Data di uscita
- Italia: Il compleanno, 28 maggio 2010

### Incassi
Nel primo fine settimana di proiezione ha incassato 2.852 euro esordendo al 36º posto nella classifica italiana dei film più visti.